# 梅安天満宮
梅安天満宮（うめやすてんまんぐう・ばいあんてんまんぐう）は、福岡県中間市にある神社（天満宮）である。祭神は菅原道真公。旧社格は無格社。

## 概要
境内の由緒説明板によると、文永年間（1264年 - 1274年）に「太宰府の菅公」を勧請したもので、延享年間（1744年 - 1747年）に惣社山より現在地より移されたものという。
この神社で特筆すべきは、「うそ替え神事」が行われることであろう。7月24日の夏祭りに氏子による手作りの「木うそ」が授与され、その「木うそ」に書かれた番号によって抽選で賞品が当たる。この点が、木うそを交換しあう太宰府天満宮のうそ替え神事や、前年買い求めた木うそを神前に納めて新しい木うそを買う亀戸天神社のうそ替え神事とは異なる。このうそ替え神事にちなみ、本殿の前には一対の石造のうそが置かれているが、これは天満宮の中でも珍しいものである。太宰府天満宮や亀戸天神社にもうその石像はあるが、いずれも単独である。

## 所在地
- 福岡県中間市中央1丁目42

## 交通
筑豊電気鉄道・東中間駅から徒歩10分
座標: 北緯33度49分14.8秒 東経130度43分03.4秒 / 北緯33.820778度 東経130.717611度